# Vancouver Grizzlies 2000-2001
La stagione 2000-01 dei Vancouver Grizzlies fu la 6ª nella NBA per la franchigia.
I Vancouver Grizzlies arrivarono settimi nella Midwest Division della Western Conference con un record di 23-59, non qualificandosi per i play-off.

## Roster
| N° | Naz.                   | Ruolo | Sportivo            | Anno | Alt. | Peso |
| -- | ---------------------- | ----- | ------------------- | ---- | ---- | ---- |
| 1  | Stati Uniti (bandiera) | G     | Mahmoud Abdul-Rauf  | 1969 | 185  | 73   |
| 2  | Stati Uniti (bandiera) | GA    | Doug West           | 1967 | 198  | 91   |
| 3  | Stati Uniti (bandiera) | A     | Shareef Abdur-Rahim | 1976 | 206  | 102  |
| 4  | Stati Uniti (bandiera) | A     | Stromile Swift      | 1979 | 206  | 102  |
| 8  | Stati Uniti (bandiera) | GA    | Michael Dickerson   | 1975 | 196  | 86   |
| 9  | Stati Uniti (bandiera) | C     | Isaac Austin        | 1969 | 208  | 116  |
| 10 | Stati Uniti (bandiera) | G     | Mike Bibby          | 1978 | 185  | 86   |
| 11 | Stati Uniti (bandiera) | G     | Damon Jones         | 1976 | 191  | 84   |
| 20 | Stati Uniti (bandiera) | G     | Brent Price         | 1968 | 185  | 75   |
| 21 | Stati Uniti (bandiera) | G     | Kevin Edwards       | 1965 | 191  | 86   |
| 24 | Stati Uniti (bandiera) | AC    | Othella Harrington  | 1974 | 206  | 107  |
| 25 | Stati Uniti (bandiera) | G     | Erick Strickland    | 1973 | 191  | 95   |
| 43 | Stati Uniti (bandiera) | A     | Grant Long          | 1966 | 203  | 102  |
| 44 | Stati Uniti (bandiera) | A     | Tony Massenburg     | 1967 | 206  | 100  |
| 50 | Stati Uniti (bandiera) | C     | Bryant Reeves       | 1973 | 213  | 125  |

## Staff tecnico
- Allenatore: Sidney Lowe
- Vice-allenatori: Scott Roth, J.J. Anderson, Michael Adams, Bob Staak